# Turrach
Turrach är ett vattendrag i Österrike.   Det ligger i förbundslandet Steiermark, i den centrala delen av landet, 220 km sydväst om huvudstaden Wien.
I omgivningarna runt Turrach växer i huvudsak blandskog. Runt Turrach är det ganska glesbefolkat, med 22 invånare per kvadratkilometer.